# Алекс Левінскі
Алекс Левінскі (англ. Alex Levinsky; 2 лютого 1910, Сірак'юс — 1 вересня 1990, Торонто) — канадський хокеїст, що грав на позиції захисника.
Володар Кубка Стенлі.

## Ігрова кар'єра
Хокейну кар'єру розпочав 1930 року виступами за команду «Торонто Мейпл-Ліфс» в НХЛ.
Протягом професійної клубної ігрової кар'єри, що тривала 10 років, захищав кольори команд «Торонто Мейпл-Ліфс», «Нью-Йорк Рейнджерс» та «Чикаго Блек Гокс».
Загалом провів 393 матчі в НХЛ, включаючи 25 ігор плей-оф Кубка Стенлі.

## Нагороди та досягнення
- Володар Кубка Стенлі в складі «Торонто Мейпл-Ліфс» — 1932.
- Володар Кубка Стенлі в складі «Чикаго Блекгокс» — 1938.

## Статистика
| Сезон        | Клуб                   | Ліга         | Регулярний сезон | Регулярний сезон | Регулярний сезон | Регулярний сезон | Регулярний сезон | Плей-оф | Плей-оф | Плей-оф | Плей-оф | Плей-оф |
| Сезон        | Клуб                   | Ліга         | І                | Г                | П                | О                | ШХ               | І       | Г       | П       | О       | ШХ      |
| ------------ | ---------------------- | ------------ | ---------------- | ---------------- | ---------------- | ---------------- | ---------------- | ------- | ------- | ------- | ------- | ------- |
| 1930–31      | «Торонто Мейпл-Ліфс»   | НХЛ          | 8                | 0                | 1                | 1                | 2                |         |         |         |         |         |
| 1931–32      | «Торонто Мейпл-Ліфс»   | НХЛ          | 47               | 5                | 5                | 10               | 29               |         |         |         |         |         |
| 1932–33      | «Торонто Мейпл-Ліфс»   | НХЛ          | 48               | 1                | 4                | 5                | 61               | 9       | 1       | 0       | 1       | 14      |
| 1933–34      | «Торонто Мейпл-Ліфс»   | НХЛ          | 47               | 5                | 11               | 16               | 38               | 5       | 0       | 0       | 0       | 6       |
| 1934–35      | «Нью-Йорк Рейнджерс»   | НХЛ          | 21               | 0                | 4                | 4                | 6                |         |         |         |         |         |
| 1934–35      | «Чикаго Блек Гокс»     | НХЛ          | 23               | 3                | 4                | 7                | 16               | 2       | 0       | 0       | 0       | 0       |
| 1935–36      | «Чикаго Блек Гокс»     | НХЛ          | 48               | 1                | 7                | 8                | 69               | 2       | 0       | 1       | 1       | 0       |
| 1936–37      | «Чикаго Блек Гокс»     | НХЛ          | 48               | 0                | 8                | 8                | 32               |         |         |         |         |         |
| 1937–38      | «Чикаго Блек Гокс»     | НХЛ          | 48               | 3                | 2                | 5                | 18               | 7       | 1       | 0       | 1       | 0       |
| 1938–39      | «Філадельфія Рамблерс» | ІАХЛ         | 17               | 4                | 5                | 9                | 2                |         |         |         |         |         |
| 1938–39      | «Чикаго Блек Гокс»     | НХЛ          | 30               | 1                | 3                | 4                | 36               |         |         |         |         |         |
| 1939–40      | «Філадельфія Рамблерс» | ІАХЛ         | 53               | 3                | 13               | 16               | 22               |         |         |         |         |         |
| Усього в НХЛ | Усього в НХЛ           | Усього в НХЛ | 368              | 19               | 49               | 68               | 307              | 25      | 2       | 1       | 3       | 20      |